# Jerry Mateparae
Jeremiah Mateparae, dit Jerry Mateparae, né le 14 novembre 1954 à Wanganui, est un officier général et homme d'État néo-zélandais. Il est gouverneur général de Nouvelle-Zélande de 2011 à 2016 et haut-commissaire de Nouvelle-Zélande au Royaume-Uni de 2017 à 2020.

## Biographie

### Origine et études
Mateparae appartient aux iwi (tribus) maori Ngati Tuwharetoa et Ngati Kahungunu, ayant également des liens de parenté avec la tribu Ngai Tuhoe,. Il est whāngai. Il obtient une maîtrise en relations internationales et en études stratégiques à l'université de Waikato.

### Carrière militaire

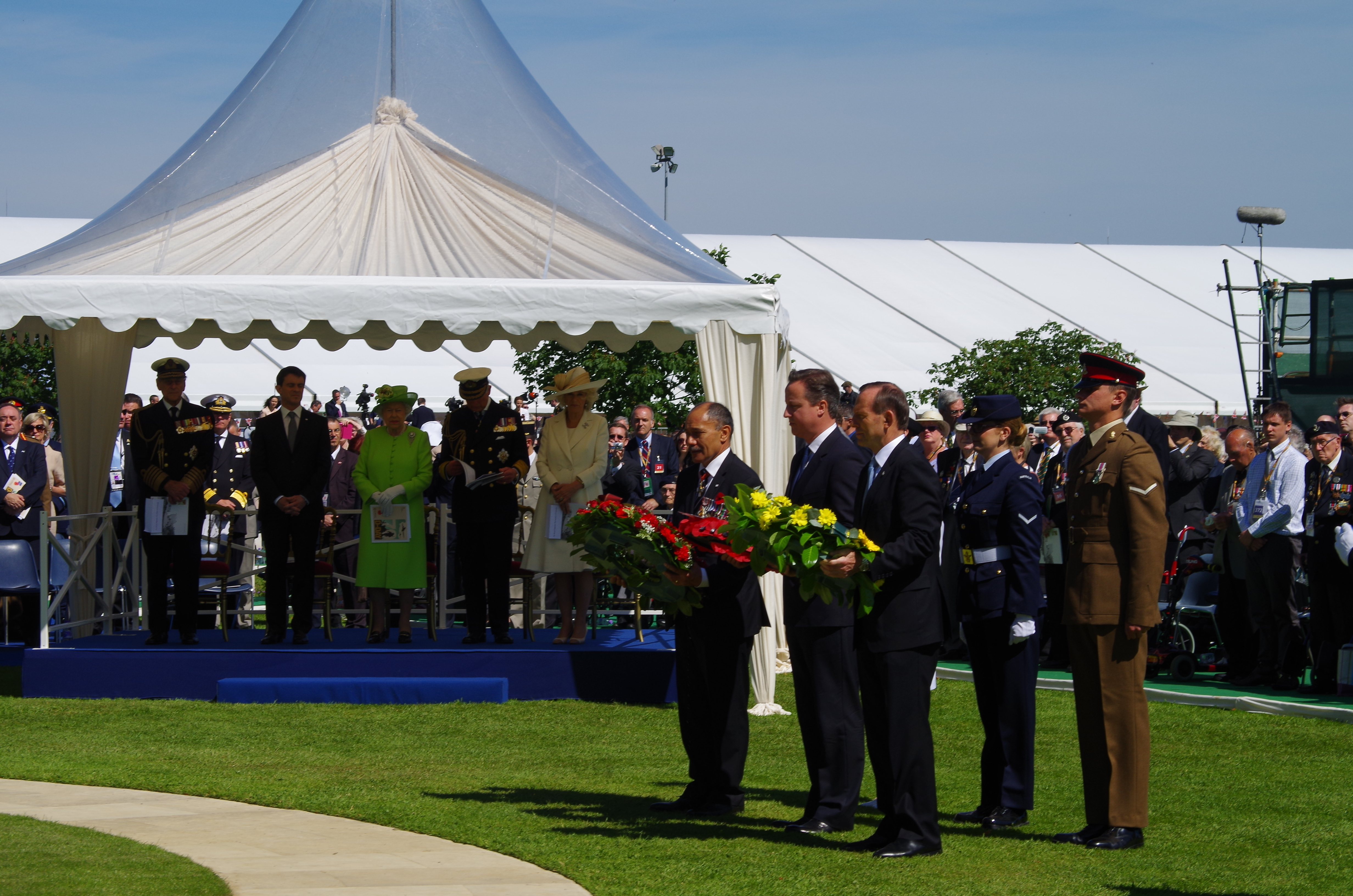
Jerry Mateparae avec Tony Abbott et David Cameron en présence de la reine Élisabeth II et du prince Charles à l'occasion des commémorations du 70e anniversaire du débarquement de Normandie.

Il rejoint la Force de défense de Nouvelle-Zélande en 1972, à l'âge de 17 ans. Il sert dans l'infanterie, puis dans les forces d'élite de la Special Air Service of New Zealand. Il commande des forces néo-zélandaises au Liban et au Timor oriental, avant d'être nommé chef des Forces armées en 2006. Il est alors le premier Maori à occuper le poste,. En 1999, il est décoré de l'ordre du Mérite pour services rendus lors du déploiement de forces néo-zélandaises à Bougainville. En 2010, il quitte ces fonctions pour prendre la tête du Bureau de la sécurité des communications du gouvernement (service de renseignements), prenant ses fonctions le 14 février 2011,.

### Gouverneur général de Nouvelle-Zélande
Le 8 mars 2011, il est rendu officiel que Mateparae sera nommé gouverneur général par la reine Élisabeth II, sur recommandation du Premier ministre John Key. Vingtième personne et second Maori — après Sir Paul Reeves (1985-1990) — à occuper le poste, Mateparae prend ses fonctions le 31 août 2011, succédant à Sir Anand Satyanand. Il quitte la fonction après un mandat de cinq ans en 2016. 

### Haut-commissaire au Royaume-Uni
En décembre 2016, il est nommé haut-commissaire (équivalent au titre d'ambassadeur) de Nouvelle-Zélande au Royaume-Uni. Il occupe ce poste du 24 mars 2017 à avril 2020.